# Mario-Ernesto Rodríguez
Mario-Ernesto Rodríguez Berutti (* 4. September 1976 in Montevideo) ist ein ehemaliger uruguayisch-italienischer Fußballspieler.

## Karriere
Mario-Ernesto Rodríguez wuchs in Montevideo, der Hauptstadt von Uruguay auf und begann in der Jugend von Nacional Montevideo mit Fußballspielen, über den Profiklub Club Atlético Progreso führte sein Weg schließlich 1995 nach Deutschland zum BTSV Kickers Emden. Danach gelang ihm in der Saison 1997/98 der Sprung in die niederländische Eredivisie, wo er beim FC Groningen zu einem der besten Legionäre in Holland gewählt wurde.
Über den SV Concordia Ihrhove führte sein Weg zu den Stuttgarter Kickers, dort wusste Mario beim Hallenturnier zu überzeugen, jedoch kam er aber nur zu einem Einsatz in der Liga. Anfangs hatte er Probleme: Beim Pokalspiel gegen den VFC Plauen musste er nach einem Platzverweis ebenso vom Platz wie auch bei einem Spiel der Amateure. Er machte es sich anfangs also nicht gerade leicht, schaffte aber danach öfters den Sprung in den Profikader. Da er in der Saison 2000/01 weder bei den Amateuren noch bei den Profis zum Einsatz kam, wechselte er zu Tennis Borussia Berlin. In den folgenden Saisons spielte er noch in der Oberliga Nord nochmals für den SV Concordia Ihrhove, den BV Cloppenburg sowie für den VfL Germania Leer, ehe er 2008 seine Karriere beendete. 

## Sonstiges
Inzwischen lebt Rodríguez mit seiner Familie auf Mallorca, wo er als Hotelmanager tätig ist.